# Michał Józef Sapieha
Michał Józef Sapieha (ur. 1670, zm. 6 marca 1738 w Châlons-sur-Marne) – wojewoda podlaski w latach 1728-1738, pisarz polny litewski w latach 1698-1703 i 1705-1730, strażnik litewski od 1692 roku, cześnik litewski od 1687 roku, starosta mielnicki w latach 1725-1729.

## Życiorys
Był synem Benedykta Pawła i Izabelli z Tarłów.
W pierwszej połowie lat 80. uczył się w kolegium Jezuickim w Warszawie, następnie w latach 1687–1688 odbył podróż edukacyjną do Francji i Włoch.
Po powrocie do kraju posłował na sejm w 1690. W 1692 otrzymał urząd strażnika wielkiego litewskiego. W 1695 brał udział w walkach na Podolu pod dowództwem hetmana polnego Józefa Słuszki. W 1696 brał udział w wyprawie stryja Kazimierza Jana przeciwko konfederatom litewskim Grzegorza Antoniego Ogińskiego.
Poseł sejmiku powiatu brześciańskiego na sejm konwokacyjny 1696 roku. 5 lipca 1697 roku podpisał w Warszawie obwieszczenie do poparcia wolnej elekcji, które zwoływało szlachtę na zjazd w obronie naruszonych praw Rzeczypospolitej. W elekcji 1697 poparł kandydaturę księcia Conti, przygotowując dla niego wsparcie militarne, do którego użycia nie doszło. W 1698 uznał Augusta II, od którego otrzymał urząd pisarza polnego litewskiego.
Z jego rozkazu pobito Leona Ogińskiego, co spowodowało pod koniec 1698 otwarte wystąpienie litewskiej szlachty przeciwko Sapiehom. Nie brał jednak udziału w bitwie pod Olkienikami w 1700.
Na początku wojny północnej przeszedł na stronę Karola XII, przy którego boku przebywał do 1705, biorąc udział m.in. w zajęciu Warszawy w 1703. W styczniu 1702 roku podpisał akt pacyfikacji Wielkiego Księstwa Litewskiego. W 1705 poparł kandydaturę Stanisława Leszczyńskiego na króla Polski. W 1705 potwierdził pacta conventa Stanisława Leszczyńskiego. Działając w strukturach stanisławowsko-szwedzkiej armii bierze udział w szeregu walk, szczególnie na Litwie aż do klęski połtawskiej w 1709.
Amnestionowany przez Augusta II zachował urząd pisarza polnego. Był uczestnikiem Walnej Rady Warszawskiej 1710 roku. W 1713 posłował do Turcji. W 1714 otrzymał stopień generała lejtnanta kawalerii litewskiej. W 1718 był posłem na sejm z powiatu starodubowskiego. W 1720 i 1726 posłował na sejm. Poseł województwa brzeskolitewskiego na sejm 1724 roku. W 1725 otrzymał starostwo melnickie. Poseł powiatu brzeskolitewskiego na sejm 1726 roku. ]W 1727 otrzymał Order Orła Białego, a w 1728 – województwo podlaskie.
Był członkiem konfederacji generalnej zawiązanej 27 kwietnia 1733 roku na sejmie konwokacyjnym. Jako jedyny z Sapiehów podczas elekcji 1733 poparł Augusta Wettyna i  jako deputat z Senatu podpisał jego pacta conventa. Wskazywał na Jakuba Sobieskiego jako jedynego możliwego kandydata z Polski.
Zły stan zdrowia i samobójstwo syna Józefa Fryderyka skłoniły go do opuszczenia Polski w 1735.
Zmarł 6 marca 1738 w klasztorze jezuitów w Châlons-sur-Marne.